# Skorušina
Skorušina (polsky Skoruszyna, 1314 m n. m.) je nejvyšším bodem Skorušinských vrchů. Nachází se asi 4 km západně od osady Oravice a 9 km jihovýchodně od Trstené v okrese Tvrdošín (Žilinský kraj). Na jihu je Blatnou dolinou, sedlem Bôrik (940 m) a Mihulčí dolinou oddělena od masívu Osobité v Západních Tatrách. Na svazích hory pramení množství potoků: na jihu Blatná, na západě Zábiedovčík, na severu Brezovica a na severovýchodě Čierny potok. Skorušina tvoří svorník, z něhož vybíhají čtyři hřbety: na jihozápad k vrcholu Mikulovka (1193 m), na severozápad k vrcholu Javorinky (1123 m), na severovýchod k vrcholu Brezový vrch (1136 m) a na jihovýchod k vrcholu Blatná (1143 m). Na částečně odlesněném vrcholu stojí 13 m vysoká ocelová rozhledna a turistický přístřešek.

## Přístup
- po červené  turistické značce z osady Oravice nebo ze vsi Oravský Biely Potok
- po zelené  turistické značce z města Trstená
- po žluté  turistické značce ze vsi Brezovica

## Galerie

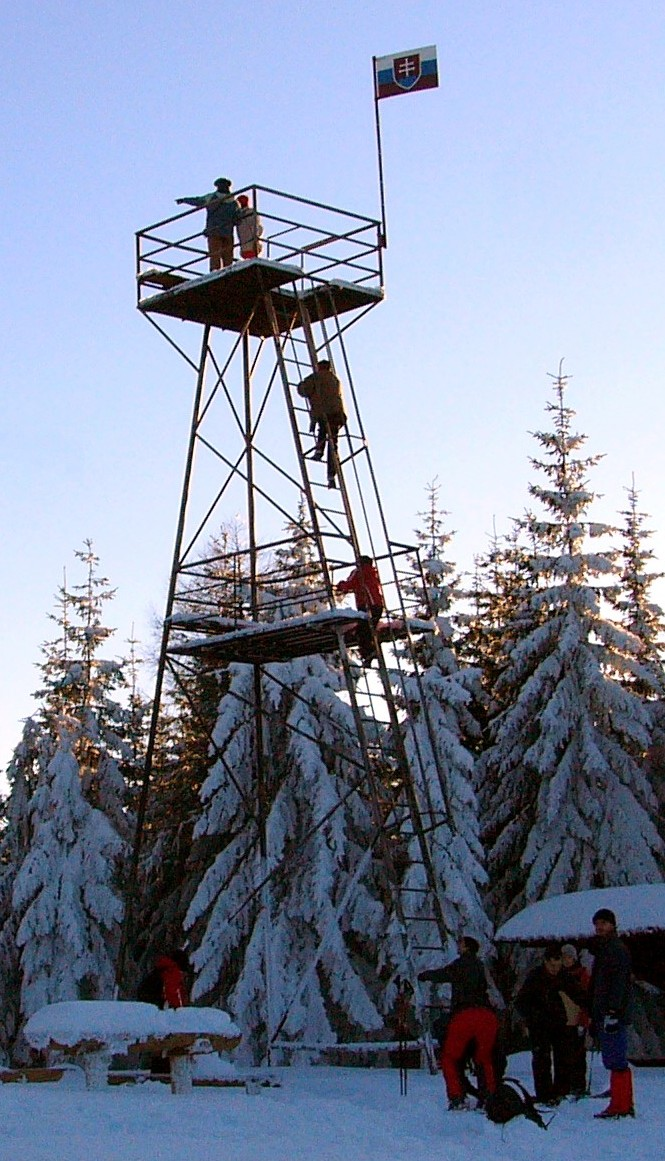
Rozhledna na vrcholu Skorušiny